# 중화민국의 대총통
중화민국의 대총통(中華民國의 大總統)은 1912년부터 1927년까지 15년간 지속되었던 중화민국의 국가원수 체제를 뜻한다.

## 중화민국 초기의 역사

### 청나라의 멸망
1908년 청 광서제(淸 光緖帝)가 붕어하고 그의 조카 선통제(宣統帝)가 즉위함으로써 선통제의 큰어머니 효정경황태후(孝定景皇太后)가 섭정하였고 곧 뒤이어 같은 해 1908년 12월 9일부터 아버지 순친왕(醇親王)이 1912년 2월 12일까지 섭정하였으며 1911년 10월 10일에 일어난 신해혁명(辛亥革命)의 여파로 인하여 이듬해 1912년 1월 1일 쑨원(孫文)이 중화민국 대통령으로 취임하고 청나라 황실을 위협하기 시작하자 1개월 후 1912년 2월 12일 청나라의 멸망과 함께 선통제가 퇴위하였다.

### 중화민국의 성립과중화제국좌절
다른 한편 1912년 1월 1일부터 같은 해 1912년 4월 1일까지 쑨원(孫文)이 중화민국 대통령에 재임하였고 1912년 3월 10일부터 같은 해 1912년 4월 1일까지는 당시 중화민국 부통령 위안스카이(袁世凱)가 중화민국 대통령 권한대행을 지내다가 1912년 4월 1일부터 이듬해 1913년 10월 10일까지 중화민국 대통령을 지내었으며 이듬해 1913년 10월 10일부터 1915년 12월 12일까지 위안스카이가 중화민국 대총통을 지내다가 1915년 12월 12일부터 이듬해 1916년 3월 22일까지는 중화민국 체제를 폐지하고 중화제국(中華帝國)을 선포하여 중화제국 황제를 지내다가 1916년 3월 22일에 중화민국 국민당 잔당 측의 공습으로 중화제국이 붕괴되고 중화민국이 공화정 복고되어 1916년 3월 22일부터 같은 해 1916년 6월 7일까지 리위안훙(黎元洪)이 중화민국 국가원수 권한대행을 지내다가 1916년 6월 7일부터 이듬해 1917년 7월 14일까지 중화민국 대총통에 재임하였다.

### 복벽사건의 좌절
그 와중에 1917년 7월 1일 복벽사건으로 청 선통제 푸이가 청나라 황제에 재추대되어 같은 해 1917년 7월 12일까지 前 중화민국 안후이 제독 장쉰(張勳)이 섭정하였다가 같은 해 1917년 7월 12일 청조 복벽 체제가 중화민국 공화정 측의 공습으로 인하여 붕괴되었으며 1917년 7월 8일부터 1917년 7월 14일까지는 당시 중화민국 부총통이었던 평궈장(馮國璋)이 중화민국 대총통 권한대행에 재임하였고 1917년 7월 14일부터 이듬해 1918년 10월 10일까지 중화민국 대총통으로 재임하였다.

## 역대 중화민국의 대총통 체제

### 중화민국 임시 대총통
| 대수 | 성명               | 초상 | 취임시기        | 퇴임시기         | 정당                   |
| ---- | ------------------ | ---- | --------------- | ---------------- | ---------------------- |
| 1    | 쑨원(孫文)         |      | 1912년 1월 1일  | 1912년 4월 1일   | 중국동맹회(中國同盟會) |
| 2    | 위안스카이(袁世凱) |      | 1912년 3월 10일 | 1913년 10월 10일 | 북양군벌(北洋軍閥)     |

### 중화민국 대총통
| 대수                 | 성명       | 취임시기         | 퇴임시기         |
| -------------------- | ---------- | ---------------- | ---------------- |
| 1                    | 위안스카이 | 1913년 10월 10일 | 1915년 12월 12일 |
| (중화제국 황제)      | 위안스카이 | 1915년 12월 12일 | 1916년 6월 6일   |
| 2                    | 리위안훙   | 1916년 6월 7일   | 1917년 7월 17일  |
| 3                    | 펑궈장     | 1917년 7월 17일  | 1918년 10월 10일 |
| 4                    | 쉬스창     | 1918년 10월 10일 | 1922년 6월 2일   |
| (대총통 권한대행)    | 저우쯔치   | 1922년 6월 2일   | 1922년 6월 11일  |
| 5                    | 리위안훙   | 1922년 6월 11일  | 1923년 6월 13일  |
| (대총통 권한대행)    | 가오린웨이 | 1923년 6월 14일  | 1923년 10월 10일 |
| 6                    | 차오쿤     | 1923년 10월 10일 | 1924년 11월 2일  |
| (대총통 권한대행)    | 황푸       | 1924년 11월 2일  | 1924년 11월 24일 |
| (임시 집정 직무대리) | 돤치루이   | 1924년 11월 24일 | 1926년 4월 20일  |
| (대총통 권한대행)    | 후웨이더   | 1926년 4월 20일  | 1926년 5월 13일  |
| (대총통 권한대행)    | 옌후이칭   | 1926년 5월 13일  | 1926년 6월 22일  |
| (대총통 권한대행)    | 두시구이   | 1926년 6월 22일  | 1926년 10월 1일  |
| (대총통 권한대행)    | 구웨이쥔   | 1926년 10월 1일  | 1927년 6월 17일  |

## 같이 보기
- 중화민국의 임시 대총통
- 중화민국의 총통
- 중화민국 총통부
- 중화민국 시대 역대 지도자
- 난징 혁명 정부
- 베이양 정부
- 난징 국민 정부
- 난징 왕징웨이 정부
- 중화민국 타이완 국민 정부
- 중화민국 장쑤 성 난징 총통부
- 중화민국의 부총통
- 중화민국 행정원